# Otto Wittgen
Otto Wittgen (né le 6 août 1881 à Neunkirchen (Westerwald) et mort le 31 janvier 1941 à Coblence) est un homme politique allemand (NSDAP) et de 1933 à 1939 maire de Coblence.

## Biographie
Wittgen étudie le droit et les sciences politiques à Francfort-sur-le-Main et à Berlin, ainsi que le génie mécanique de 1900 à 1902 à l'Université technique de Hanovre, où il est membre du club de chant polytechnique, qui devient plus tard la Hansea Hanover Turnerschaft. Il se rend ensuite à Hirschberg, Hanovre et Itzehoe en tant qu'assesseur. Après avoir participé à la Première Guerre mondiale en tant que soldat, il travaille pour les gouvernements des districts de Düsseldorf et de Wiesbaden. À partir de 1924, il est employé comme conseiller du gouvernement et du commerce pour le gouvernement du district de Coblence. En outre, il est également président de l'Association pour la reconversion des travailleurs volontaires, fondée en août 1932 à Karthause, un précurseur du futur Service du travail du Reich.

## Maire de Coblence
À partir de 1932, le NSDAP est représenté au conseil municipal de Coblence avec 19 membres sur 34. Après la prise du pouvoir et la destitution du maire Hugo Rosendahl (de) le 8 mars 1933, par Karl Carius (de), Wittgen est nommé maire provisoire par le ministre prussien de l'Intérieur, Hermann Göring. Le 4 août 1933, il est élu maire de Coblence pour les douze années suivantes. Auparavant, les opposants politiques ont écartés du conseil municipal et de l'administration de la ville.
Peu de temps après sa prise de fonction, le 1er avril 1933, les premiers discours et actions de boycott contre des concitoyens juifs ont lieu à Coblence. La police de Coblence et la Gestapo menent une série de raids contre des membres du SPD et du KPD, et les pasteurs font également l'objet de répression. Adolf Hitler reçoit le 31 août 1934 la citoyenneté d'honneur de la ville de Coblence (de), qui est depuis 1931 la capitale du Gau Coblence-Trèves (de) (à partir de 1941 Gau Pays-de-la-Moselle (de)) dirigé par le Gauleiter Gustav Simon. Un point culminant de la répression des Juifs est la Nuit de Cristal en 1938. Les maisons et les entreprises juives sont détruites.
Pendant le mandat de Wittgen, l'inauguration du pont Adolf-Hitler (de) (1934), la construction du stade Oberwerth (1935), la construction d'un Thingstätte (de) devant le château électoral (1935), l'occupation allemande de la Rhénanie (1936) ainsi que l'incorporation à Coblence de Metternich, Ehrenbreitstein, Pfaffendorf, Horchheim, Neudorf et Niederberg (1937) ont également lieu sous le mandat de Wittgen. L'objectif est de faire de Coblence, la capitale du Gau, une grande ville. Mais cela n'est pas possible, car le nombre d'habitants n'est passé que de 65 257 (1933) à 91 098 (1939).
Avec la construction de casernes après l'occupation de la Rhénanie, Coblence redevient une ville de garnison, et la participation des entreprises de Coblence à la construction des autoroutes et du mur ouest conduit à un boom économique à Coblence. Le service du travail du Reich sous Konstantin Hierl s'installe à Coblence et fait de Wittgen un chef honoraire. En retour, Hierl est nommé « citoyen d'honneur » de la ville de Coblence.
À la demande du haut président de la province de Rhénanie, Josef Terboven, et du Gauleiter Gustav Simon, le maire Wittgen doit prendre une retraite anticipée le 20 mars 1939, car on n'est pas satisfait de sa gestion. Le NSDAP désigne Theodor Habicht comme son successeur. Wittgen meurt deux ans plus tard à Coblence et est enterré dans le cimetière principal.